# Tour du Danemark 2014

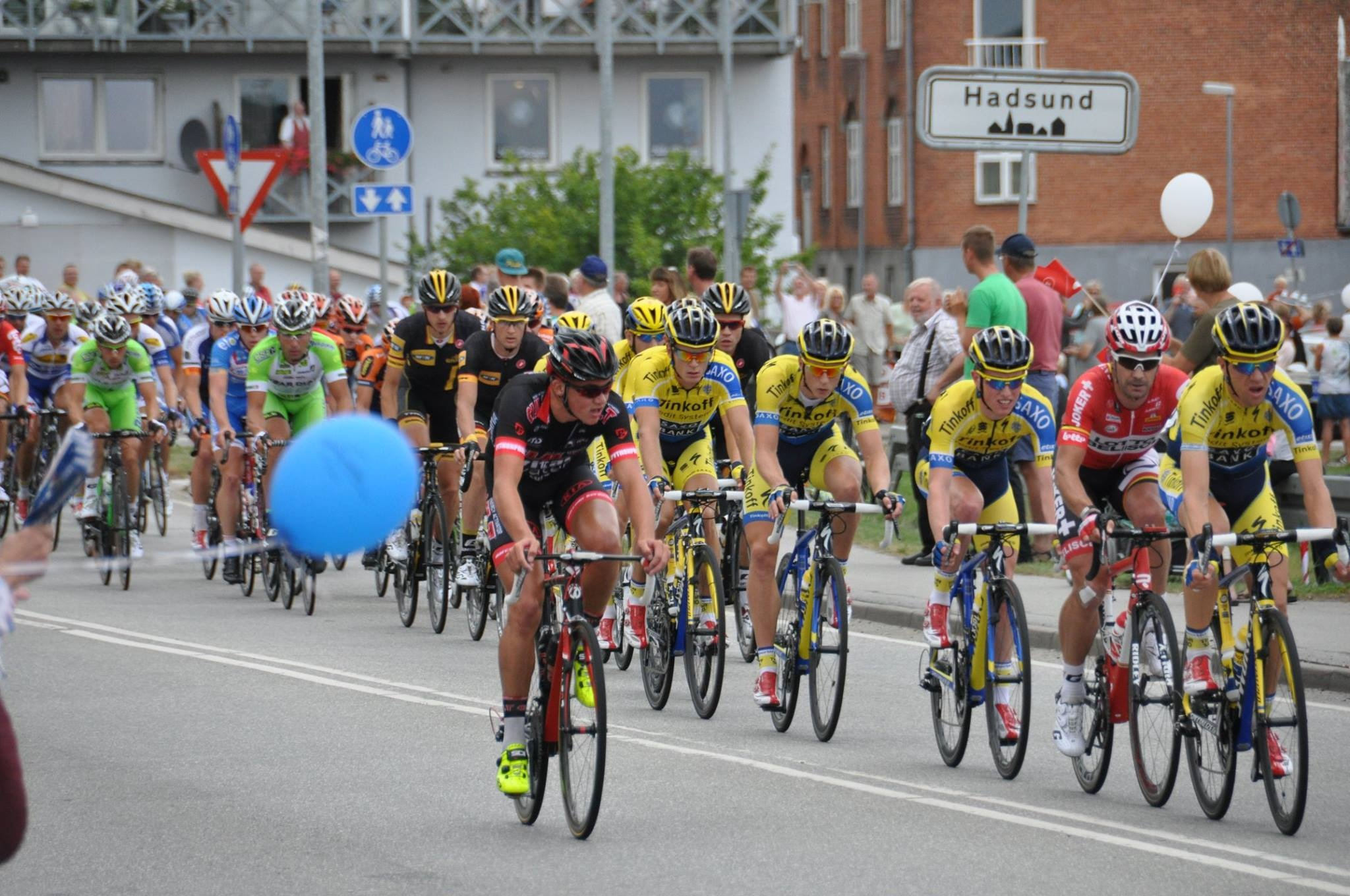
Danmark Rundt 2014 in Hadsund.

La 24e édition du Tour du Danemark a lieu du 6 au 10 août 2014. L'épreuve fait partie de l'UCI Europe Tour, dans la catégorie 2.HC.

## Présentation

### Équipes
Classé en catégorie 2.HC de l'UCI Europe Tour, le Tour du Danemark est par conséquent ouvert aux UCI ProTeams dans la limite de 70 % des équipes participantes, aux équipes continentales professionnelles, aux équipes continentales danoises et à une équipe nationale danoise.
Quatorze équipes participent à ce Tour du Danemark : trois ProTeams, sept équipes continentales professionnelles, trois équipes continentales et une sélection danoise.
| Nom de l'équipe | Pays       | Code |
| --------------- | ---------- | ---- |
| Astana          | Kazakhstan | AST  |
| Lotto-Belisol   | Belgique   | LTB  |
| Tinkoff-Saxo    | Russie     | TCS  |

| Nom de l'équipe         | Pays     | Code |
| ----------------------- | -------- | ---- |
| Cult Energy Vital Water | Danemark | CUL  |
| Riwal Platform          | Danemark | VPC  |
| Trefor-Blue Water       | Danemark | TBW  |

| Nom de l'équipe             | Pays           | Code |
| --------------------------- | -------------- | ---- |
| Bardiani CSF                | Italie         | BAR  |
| MTN-Qhubeka                 | Afrique du Sud | MTN  |
| NetApp-Endura               | Allemagne      | TNE  |
| Novo Nordisk                | États-Unis     | TNN  |
| Topsport Vlaanderen-Baloise | Belgique       | TSV  |
| UnitedHealthcare            | États-Unis     | UHC  |
| Wanty-Groupe Gobert         | Belgique       | WGG  |

| Nom de l'équipe | Pays     | Code |
| --------------- | -------- | ---- |
| Post Danmark    | Danemark | TPD  |

## Étapes
| Étape     | Date    | Villes étapes              |  | Distance (km) | Vainqueur d’étape   | Leader du classement général |
| --------- | ------- | -------------------------- |  | ------------- | ------------------- | ---------------------------- |
| 1re étape | 6 août  | Hobro - Mariager           |  | 157           | Magnus Cort Nielsen | Magnus Cort Nielsen          |
| 2e étape  | 7 août  | Skive - Aarhus             |  | 195           | Andrea Guardini     | Magnus Cort Nielsen          |
| 3e étape  | 8 août  | Skanderborg - Vejle        |  | 176           | Manuele Boaro       | Manuele Boaro                |
| 4e étape  | 9 août  | Nyborg - Odense            |  | 100           | Andrea Guardini     | Manuele Boaro                |
| 5e étape  | 9 août  | Middelfart - Middelfart    |  | 15            | Alexey Lutsenko     | Manuele Boaro                |
| 6e étape  | 10 août | Kalundborg - Frederiksberg |  | 175           | Nicola Boem         | Michael Valgren              |

## Déroulement de la course

### 1reétape
|    | Coureur             | Équipe                      |    | Temps           |
| -- | ------------------- | --------------------------- | -- | --------------- |
| 1  | Magnus Cort Nielsen | Cult Energy Vital Water     | en | 3 h 33 min 39 s |
| 2  | Jasper De Buyst     | Topsport Vlaanderen-Baloise | +  | m.t             |
| 3  | Valerio Agnoli      | Astana                      |    | m.t             |
| 4  | Tom Van Asbroeck    | Topsport Vlaanderen-Baloise |    | m.t             |
| 5  | Nicola Ruffoni      | Bardiani CSF                |    | m.t             |
| 6  | Sean De Bie         | Lotto-Belisol               |    | m.t             |
| 7  | Andrea Piechele     | Bardiani CSF                |    | m.t             |
| 8  | Marko Kump          | Tinkoff-Saxo                |    | m.t             |
| 9  | Tosh Van der Sande  | Lotto-Belisol               |    | m.t             |
| 10 | Nicolai Brøchner    | Post Danmark                |    | m.t             |

|    | Coureur             | Équipe                      |    | Temps           |
| -- | ------------------- | --------------------------- | -- | --------------- |
| 1  | Magnus Cort Nielsen | Cult Energy Vital Water     | en | 3 h 33 min 29 s |
| 2  | Jasper De Buyst     | Topsport Vlaanderen-Baloise | +  | 2 s             |
| 3  | Valerio Agnoli      | Astana                      |    | 6 s             |
| 4  | Tom Van Asbroeck    | Topsport Vlaanderen-Baloise |    | 7 s             |
| 5  | Lars Ytting Bak     | Lotto-Belisol               |    | 9 s             |
| 6  | Nicola Ruffoni      | Bardiani CSF                |    | 10 s            |
| 7  | Sean De Bie         | Lotto-Belisol               |    | 10 s            |
| 8  | Andrea Piechele     | Bardiani CSF                |    | 10 s            |
| 9  | Marko Kump          | Tinkoff-Saxo                |    | 10 s            |
| 10 | Tosh Van der Sande  | Lotto-Belisol               |    | 10 s            |

### 2eétape
|    | Coureur            | Équipe              |    | Temps           |
| -- | ------------------ | ------------------- | -- | --------------- |
| 1  | Andrea Guardini    | Astana              | en | 4 h 42 min 57 s |
| 2  | Gerald Ciolek      | MTN-Qhubeka         | +  | m.t             |
| 3  | Matti Breschel     | Tinkoff-Saxo        |    | m.t             |
| 4  | Daniel Schorn      | NetApp-Endura       |    | m.t             |
| 5  | Morten Øllegård    | Riwal Platform      |    | m.t             |
| 6  | Nicola Ruffoni     | Bardiani CSF        |    | m.t             |
| 7  | Danilo Napolitano  | Wanty-Groupe Gobert |    | m.t             |
| 8  | Filippo Fortin     | Bardiani CSF        |    | m.t             |
| 9  | Tosh Van der Sande | Lotto-Belisol       |    | m.t             |
| 10 | Rasmus Guldhammer  | Trefor-Blue Water   |    | m.t             |

|    | Coureur             | Équipe                      |    | Temps           |
| -- | ------------------- | --------------------------- | -- | --------------- |
| 1  | Magnus Cort Nielsen | Cult Energy Vital Water     | en | 8 h 16 min 25 s |
| 2  | Jasper De Buyst     | Topsport Vlaanderen-Baloise | +  | 3 s             |
| 3  | Gerald Ciolek       | MTN-Qhubeka                 | +  | 5 s             |
| 4  | Valerio Agnoli      | Astana                      |    | 7 s             |
| 5  | Tom Van Asbroeck    | Topsport Vlaanderen-Baloise |    | 8 s             |
| 6  | Sean De Bie         | Lotto-Belisol               |    | 8 s             |
| 7  | Lars Ytting Bak     | Lotto-Belisol               |    | 10 s            |
| 8  | Nicola Ruffoni      | Bardiani CSF                |    | 11 s            |
| 9  | Daniel Schorn       | NetApp-Endura               |    | 11 s            |
| 10 | Tosh Van der Sande  | Lotto-Belisol               |    | 11 s            |

### 3eétape
|    | Coureur                 | Équipe            |    | Temps           |
| -- | ----------------------- | ----------------- | -- | --------------- |
| 1  | Manuele Boaro           | Tinkoff-Saxo      | en | 4 h 18 min 33 s |
| 2  | Matti Breschel          | Tinkoff-Saxo      | +  | m.t             |
| 3  | Tiesj Benoot            | Lotto-Belisol     |    | m.t             |
| 4  | Jonas Aaen Jørgensen    | Riwal Platform    |    | 12 s            |
| 5  | Rasmus Guldhammer       | Trefor-Blue Water |    | 14 s            |
| 6  | Lars Ytting Bak         | Lotto-Belisol     |    | 14 s            |
| 7  | Daniel Schorn           | NetApp-Endura     |    | 14 s            |
| 8  | Sean De Bie             | Lotto-Belisol     |    | 14 s            |
| 9  | Valerio Agnoli          | Astana            |    | 14 s            |
| 10 | Christopher Juul Jensen | Tinkoff-Saxo      |    | 14 s            |

|    | Coureur              | Équipe                      |    | Temps            |
| -- | -------------------- | --------------------------- | -- | ---------------- |
| 1  | Manuele Boaro        | Tinkoff-Saxo                | en | 12 h 34 min 59 s |
| 2  | Tiesj Benoot         | Lotto-Belisol               | +  | 18 s             |
| 3  | Valerio Agnoli       | Astana                      |    | 20 s             |
| 4  | Sean De Bie          | Lotto-Belisol               |    | 21 s             |
| 5  | Jasper De Buyst      | Topsport Vlaanderen-Baloise |    | 22 s             |
| 6  | Jonas Aaen Jørgensen | Riwal Platform              |    | 22 s             |
| 7  | Lars Ytting Bak      | Lotto-Belisol               |    | 23 s             |
| 8  | Daniel Schorn        | NetApp-Endura               |    | 24 s             |
| 9  | Rasmus Guldhammer    | Trefor-Blue Water           |    | 24 s             |
| 10 | Tim De Troyer        | Wanty-Groupe Gobert         |    | 24 s             |

### 4eétape
|    | Coureur            | Équipe                      |    | Temps           |
| -- | ------------------ | --------------------------- | -- | --------------- |
| 1  | Andrea Guardini    | Astana                      | en | 2 h 08 min 27 s |
| 2  | Tom Van Asbroeck   | Topsport Vlaanderen-Baloise | +  | m.t             |
| 3  | Filippo Fortin     | Bardiani CSF                |    | m.t             |
| 4  | Jasper De Buyst    | Topsport Vlaanderen-Baloise |    | m.t             |
| 5  | Alessandro Bazzana | UnitedHealthcare            |    | m.t             |
| 6  | Nicola Ruffoni     | Bardiani CSF                |    | m.t             |
| 7  | Alexey Lutsenko    | Astana                      |    | m.t             |
| 8  | Danilo Napolitano  | Wanty-Groupe Gobert         |    | m.t             |
| 9  | Andrea Piechele    | Bardiani CSF                |    | m.t             |
| 10 | Daniel Foder       | Trefor-Blue Water           |    | m.t             |

|    | Coureur                 | Équipe                      |    | Temps            |
| -- | ----------------------- | --------------------------- | -- | ---------------- |
| 1  | Manuele Boaro           | Tinkoff-Saxo                | en | 14 h 43 min 26 s |
| 2  | Tiesj Benoot            | Lotto-Belisol               | +  | 18 s             |
| 3  | Sean De Bie             | Lotto-Belisol               |    | 21 s             |
| 4  | Jasper De Buyst         | Topsport Vlaanderen-Baloise |    | 22 s             |
| 5  | Jonas Aaen Jørgensen    | Riwal Platform              |    | 22 s             |
| 6  | Tom Van Asbroeck        | Topsport Vlaanderen-Baloise |    | 23 s             |
| 7  | Lars Ytting Bak         | Lotto-Belisol               |    | 23 s             |
| 8  | Rasmus Guldhammer       | Trefor-Blue Water           |    | 24 s             |
| 9  | Daniel Schorn           | NetApp-Endura               |    | 24 s             |
| 10 | Christopher Juul Jensen | Tinkoff-Saxo                |    | 24 s             |

### 5eétape
|    | Coureur                 | Équipe                  |    | Temps       |
| -- | ----------------------- | ----------------------- | -- | ----------- |
| 1  | Alexey Lutsenko         | Astana                  | en | 18 min 37 s |
| 2  | Rasmus Christian Quaade | Trefor-Blue Water       | +  | 1 s         |
| 3  | Christopher Juul Jensen | Tinkoff-Saxo            |    | 9 s         |
| 4  | Søren Kragh Andersen    | Trefor-Blue Water       |    | 12 s        |
| 5  | Sean De Bie             | Lotto-Belisol           |    | 14 s        |
| 6  | Michael Valgren         | Tinkoff-Saxo            |    | 17 s        |
| 7  | Alex Rasmussen          | Riwal Platform          |    | 20 s        |
| 8  | Manuele Boaro           | Tinkoff-Saxo            |    | 20 s        |
| 9  | Ignatas Konovalovas     | MTN-Qhubeka             |    | 23 s        |
| 10 | Mads Pedersen           | Cult Energy Vital Water |    | 31 s        |

|    | Coureur                 | Équipe                      |    | Temps            |
| -- | ----------------------- | --------------------------- | -- | ---------------- |
| 1  | Manuele Boaro           | Tinkoff-Saxo                | en | 15 h 02 min 23 s |
| 2  | Alexey Lutsenko         | Astana                      | +  | 10 s             |
| 3  | Christopher Juul Jensen | Tinkoff-Saxo                |    | 13 s             |
| 4  | Sean De Bie             | Lotto-Belisol               |    | 15 s             |
| 5  | Michael Valgren         | Tinkoff-Saxo                |    | 27 s             |
| 6  | Lars Ytting Bak         | Lotto-Belisol               |    | 40 s             |
| 7  | Tiesj Benoot            | Lotto-Belisol               |    | 44 s             |
| 8  | Jasper De Buyst         | Topsport Vlaanderen-Baloise |    | 46 s             |
| 9  | Victor Campenaerts      | Topsport Vlaanderen-Baloise |    | 52 s             |
| 10 | Rasmus Guldhammer       | Trefor-Blue Water           |    | 54 s             |

### 6eétape
|    | Coureur                 | Équipe                  |    | Temps           |
| -- | ----------------------- | ----------------------- | -- | --------------- |
| 1  | Nicola Boem             | Bardiani CSF            | en | 3 h 49 min 34 s |
| 2  | Valerio Agnoli          | Astana                  | +  | m.t             |
| 3  | Martin Mortensen        | Cult Energy Vital Water |    | m.t             |
| 4  | Troels Vinther          | Cult Energy Vital Water |    | m.t             |
| 5  | Lars Ytting Bak         | Lotto-Belisol           |    | m.t             |
| 6  | Alessandro Bazzana      | UnitedHealthcare        |    | m.t             |
| 7  | Ignatas Konovalovas     | MTN-Qhubeka             |    | m.t             |
| 8  | Cesare Benedetti        | NetApp-Endura           |    | m.t             |
| 9  | Rasmus Christian Quaade | Trefor-Blue Water       |    | m.t             |
| 10 | Mark Sehested Pedersen  | Trefor-Blue Water       |    | m.t             |

|    | Coureur                 | Équipe                      |    | Temps            |
| -- | ----------------------- | --------------------------- | -- | ---------------- |
| 1  | Michael Valgren         | Tinkoff-Saxo                | en | 18 h 52 min 22 s |
| 2  | Lars Ytting Bak         | Lotto-Belisol               | +  | 15 s             |
| 3  | Manuele Boaro           | Tinkoff-Saxo                |    | 17 s             |
| 4  | Alexey Lutsenko         | Astana                      |    | 21 s             |
| 5  | Christopher Juul Jensen | Tinkoff-Saxo                |    | 30 s             |
| 6  | Sean De Bie             | Lotto-Belisol               |    | 31 s             |
| 7  | Jelle Wallays           | Topsport Vlaanderen-Baloise |    | 35 s             |
| 8  | Valerio Agnoli          | Astana                      |    | 40 s             |
| 9  | Troels Vinther          | Cult Energy Vital Water     |    | 56 s             |
| 10 | Tiesj Benoot            | Lotto-Belisol               |    | 1 min 01 s       |

## Classements finals

### Classement général
|    | Cycliste                | Pays       | Équipe                      |    | Temps            |
| -- | ----------------------- | ---------- | --------------------------- | -- | ---------------- |
| 1  | Michael Valgren         | Danemark   | Tinkoff-Saxo                | en | 18 h 52 min 22 s |
| 2  | Lars Ytting Bak         | Danemark   | Lotto-Belisol               | +  | 15 s             |
| 3  | Manuele Boaro           | Italie     | Tinkoff-Saxo                |    | 17 s             |
| 4  | Alexey Lutsenko         | Kazakhstan | Astana                      |    | 21 s             |
| 5  | Christopher Juul Jensen | Danemark   | Tinkoff-Saxo                |    | 30 s             |
| 6  | Sean De Bie             | Belgique   | Lotto-Belisol               |    | 31 s             |
| 7  | Jelle Wallays           | Belgique   | Topsport Vlaanderen-Baloise |    | 35 s             |
| 8  | Valerio Agnoli          | Italie     | Astana                      |    | 40 s             |
| 9  | Troels Vinther          | Danemark   | Cult Energy Vital Water     |    | 56 s             |
| 10 | Tiesj Benoot            | Belgique   | Lotto-Belisol               |    | 1 min 10 s       |

### Classements annexes
|   | Cycliste         | Équipe                      | Points |
| - | ---------------- | --------------------------- | ------ |
| 1 | Alexey Lutsenko  | Astana                      | 31     |
| 2 | Tom Van Asbroeck | Topsport Vlaanderen-Baloise | 31     |
| 3 | Andrea Guardini  | Astana                      | 30     |

|   | Cycliste         | Équipe           | Points |
| - | ---------------- | ---------------- | ------ |
| 1 | John Murphy      | UnitedHealthcare | 62     |
| 2 | Federico Zurlo   | UnitedHealthcare | 34     |
| 3 | Mikkel Mortensen | Riwal Platform   | 30     |

|   | Cycliste        | Équipe        |    | Temps            |
| - | --------------- | ------------- | -- | ---------------- |
| 1 | Michael Valgren | Tinkoff-Saxo  | en | 18 h 52 min 22 s |
| 2 | Alexey Lutsenko | Astana        | +  | 21 s             |
| 3 | Tiesj Benoot    | Lotto-Belisol |    | 1 min 01 s       |

|   | Équipe                  | Pays     |    | Temps            |
| - | ----------------------- | -------- | -- | ---------------- |
| 1 | Tinkoff-Saxo            | Russie   | en | 56 h 37 min 37 s |
| 2 | Lotto-Belisol           | Belgique | +  | 1 min 05 s       |
| 3 | Cult Energy Vital Water | Danemark |    | 1 min 43 s       |

## Évolution des classements
| Étape              | Vainqueur           | Classement général  | Classement par points | Classement du meilleur grimpeur | Classement du meilleur jeune | Classement par équipes      | Coureur le plus combatif |
| ------------------ | ------------------- | ------------------- | --------------------- | ------------------------------- | ---------------------------- | --------------------------- | ------------------------ |
| 1                  | Magnus Cort Nielsen | Magnus Cort Nielsen | Magnus Cort Nielsen   | John Murphy                     | Magnus Cort Nielsen          | Topsport Vlaanderen-Baloise | John Murphy              |
| 2                  | Andrea Guardini     | Magnus Cort Nielsen | Tom Van Asbroeck      | John Murphy                     | Magnus Cort Nielsen          | Topsport Vlaanderen-Baloise | Kenny De Ketele          |
| 3                  | Manuele Boaro       | Manuele Boaro       | Matti Breschel        | John Murphy                     | Tiesj Benoot                 | Tinkoff-Saxo                | Kasper Klostergaard      |
| 4                  | Andrea Guardini     | Manuele Boaro       | Tom Van Asbroeck      | John Murphy                     | Tiesj Benoot                 | Tinkoff-Saxo                | Christopher Williams     |
| 5                  | Alexey Lutsenko     | Manuele Boaro       | Tom Van Asbroeck      | John Murphy                     | Alexey Lutsenko              | Tinkoff-Saxo                | non décerné              |
| 6                  | Nicola Boem         | Michael Valgren     | Alexey Lutsenko       | John Murphy                     | Michael Valgren              | Tinkoff-Saxo                | Lars Ytting Bak          |
| Classements finals | Classements finals  | Michael Valgren     | Alexey Lutsenko       | John Murphy                     | Michael Valgren              | Tinkoff-Saxo                | Rasmus Christian Quaade  |